# Sport União Belenense
O Sport União Belenense foi um clube de futebol de Portugal sediado em Lisboa. O clube extinguiu-se em 1919 precisamente no ano de fundação do Clube de Futebol Os Belenenses.

## História
Em 1910, participou nos Jogos Olímpicos Nacionais, porém perdeu a final por 2–1 contra o Benfica.